# Samsung Galaxy Z Fold4
Das Samsung Galaxy Z Fold4 ist ein faltbares Smartphone des südkoreanischen Herstellers Samsung Electronics. Das Foldable wurde beim Samsung Unpacked Event in London am 10. August 2022 vorgestellt.

## Design
Das Design des Galaxy Z Fold4 ist dem Design des Galaxy Z Fold3 sehr ähnlich. Das Smartphone besteht aus zwei durch ein Scharnier verbundenen Teilen. Außen befindet sich auf dem linken Teil oben links das Kameraelement, bestehend aus drei untereinander angeordneten Linsen, darunter befindet sich der Blitz. Die Rückseite ist aus Corning Gorilla Glass Victus gefertigt, das Bildschirmglas außen besteht aus Gorilla Glass Victus+. Am oberen Rand des Außendisplays befindet sich eine der beiden Frontkameras. Auf der Innenseite des Foldables befindet sich das Innendisplay im Tablet-Format. Auf dem rechten Teil der Innenseite befindet sich dann wieder die Frontkamera unter dem Display.

## Technische Daten

### Kamera und Display
Das Kameraelement des Galaxy Z Fold4 auf der Rückseite besteht aus der Haupt-, Ultraweitwinkel- und Telekamera. Als Hauptkamera kommt nun der Hauseigene Samsung-GN5-50-Megapixel-Sensor mit f/1.8-Blende, Phasendetektionsautofokus und OIS. Die 10-Megapixel-Ultraweitwinkelkamera hat dann eine f/2.2-Blende und einen Aufnahmewinkel von 123°. Die 10-Megapixel-Telekamera verfügt über eine f/2.4-Blende und 3-fachen optischen Zoom. Auch die beiden Frontkameras wurden verbessert, die Frontkamera auf dem Außendisplay hat jetzt 16 Megapixel. Die Frontkamera unter dem Innendisplay hat 10 Megapixel, auch wurde die Leuchtkraft des Displays an dieser Stelle durch eine Neuanordnung der Dioden verbessert. Die Pixeldichte über der Linse wurde von 94 auf 132 PPI erhöht, die Frontkamera ist dadurch deutlich besser verborgen. Das Smartphone verfügt über zwei Displays, ein 6,2 Zoll großes Dynamic-AMOLED-Display mit einer adaptiven Bildwiederholrate von 1–120 Hertz. Im Inneren des Foldables befindet sich das 7,6 Zoll große Dynamic-AMOLED-2X-Display, ebenfalls mit einer adaptiven Bildwiederholrate von 120 Hertz und einer Auflösung von 377 PPI.

### Leistung, Akku und Aufladen
Im Galaxy Z Fold4 verbaut Samsung den Flaggschiffprozessor Qualcomm Snapdragon 8+ Gen 1. Das Foldable verfügt über 12 GB Arbeitsspeicher, dazu kommen wahlweise 256, 512 GB oder 1 TB Interner Speicher. Der Akku des Smartphones hat eine Kapazität von 4400 mAh. Kabelgebunden wird das Foldable mit 25 Watt geladen, auch induktives Laden wird unterstützt.

### Software, Sonstiges und Kritik
Auf dem Galaxy Z Fold4 kommt das für Tablets und Foldables entwickelte Android 12 L zusammen mit Samsungs Benutzeroberfläche One UI zum Einsatz. Das Foldable verfügt über Dual-SIM und NFC, außerdem unterstützt es den Mobilfunkstandard 5G. Eine Besonderheit ist, dass das Smartphone IPX8 wassergeschützt ist, was bei Foldables noch immer ungewöhnlich ist. Das Galaxy Z Fold4 unterstützt wieder den Stylus S-Pen, der allerdings nur in einem eigenen Case untergebracht werden kann. Kritikpunkte sind die noch immer sichtbare Knickstelle im Innendisplay, die vergleichsweise geringe Ladegeschwindigkeit von 25 Watt und die Tatsache, dass viele Drittanbieter-Apps und Programme bei Marktstart noch nicht auf den Formfaktor angepasst wurden.